# بخش عقدا
بخش عقدا یکی از بخش‌های شهرستان اردکان در استان یزد ایران است.

## تقسیمات کشوری
- بخش عقدا
  - دهستان عقدا
  - دهستان نارستان

شهر: عقدا
روستاها: مرزعه‌نو،نارستان،خلیل،سروعلیا،کیکوه،اشتیجه،ملکوه،دستگرد،سفیدکوه،مزرعه ملا،کمکوه،محمد اباد،کذابچه،ارموده،دوگان وبلیل وپازر،زرجوع،فخر اباد،خواستکوه،چاه وراعون،هفتادر،سروعلیا،عطراباد
امامزادگان: امامزاده عبدالله ابن حمزه ابن موسی ابن جعفر(امامزاده نور ارموده)،امامزاده سید محمد هفتادر،امامزاده سید نورالدین(ع)

## جمعیت
بنابر سرشماری مرکز آمار ایران، جمعیت بخش عقدا شهرستان اردکان در سال ۱۳۸۵ برابر با ۶۹۱۲ نفر بوده است.